# Barragem de Castelo do Bode
A barragem de Castelo do Bode é uma das mais importantes barragens portuguesas. Inaugurada em 21 de janeiro de 1951, faz parte do conjunto de barragens da bacia do rio Zêzere, na região do Oeste e Vale do Tejo e NUT3 do Médio Tejo, em Portugal, tendo a montante a barragem da Bouçã. Situa-se nos limites dos concelhos de Tomar e Abrantes no distrito de Santarém. É uma das mais altas construções de Portugal.
A barragem de Castelo do Bode é utilizada para abastecimento de água, designadamente a Lisboa, produção de energia eléctrica,  defesa contras as cheia e actividades recreativas. É utilizada pelos adeptos de desportos como o windsurf, vela, remo, motonáutica e jet ski, bem como da pesca desportiva (truta, achigã, enguias e lagostim vermelho).

## Considerações técnicas

### Barragem
A construção da barragem iniciou-se em 1945 e foi dada por terminada em 1951, sob a direcção do projectista eng. A. Coyne. A empresa construtora foi Moniz da Maia & Vaz Guedes.
A barragem é de betão, por gravidade, mas com curvatura. A altura máxima acima da fundação é de 115 metros. A cota do coroamento é de 124,3 m, e o comprimento do coroamento é de 402 m. As fundações são de gneisse e micaxisto. A barragem tem um volume total de betão 430 000 m³.

### Albufeira
A albufeira localiza-se numa área de precipitação média anual de 1200 mm. O caudal integral médio anual é de 2 352 000 000 m³. O caudal de cheia milenar é de 4 750 m³/s. O nível de pleno armazenamento (NPA) é de 121,00 m, e o nível de máxima cheia (NMC) de 122,00 m. A área da albufeira ao nível de pleno armazenamento é de 32 910 000 m². A capacidade total é 1 095 000 000 m³, mas a sua capacidade útil é só de 900 500 000 m³.
As praias fluviais de Alverangel (freguesia de S. Pedro) e Montes (freguesia de Olalhas), nesta Albufeira, foram distinguidas pela Quercus com a classificação Qualidade de Ouro na listagem das Praias ou Águas Balneares 2016.

### Descarregador de cheias
A barragem dispõe de um descarregador de cheias, de tipo orifício controlado por duas comportas. A cota da crista da soleira do descarregador é de 105 m, e o respectivo desenvolvimento da soleira atinge os 28 m. O caudal máximo descarregado é de 4 000 m³/s.

### Central hidroeléctrica
A barragem dispõe de uma central hidroeléctrica, com três grupos geradores de electricidade. A potência instalada é de 159 MW e a energia produzida em ano médio atinge 396,5 GWh.